# Гравес Йенсен, Симон
Симон Гравес Йенсен (дат. Simon Graves Jensen; род. 22 мая 1999, Хольстебро, Рингкёбинг) — датский футболист, защитник клуба ПЕК Зволле.

## Клубная карьера
Йенсен — воспитанник клубов «Холстебро Болдклаб» и «Раннерс». 4 ноября 2018 года в матче против «Орхуса» он дебютировал в датской Суперлиге в составе последних. 16 сентября 2021 года в поединке Лиги конференций против АЗ Симон забил свой первый гол за «Раннерс». В составе клуба игрок завоевал Кубок Дании. В 2023 году Йенсен перешёл в итальянский «Палермо», подписав контракт на четыре года. 5 февраля в матче против «Реджины» он дебютировал в итальянской Серии B. 23 декабря в поединке против «Комо» Симон забил свой первый гол за «Палермо».
Летом 2024 года Йенсен на правах аренды перешёл в нидерландский ПЕК Зволле. 24 августа дебютировал в Эредивизи в гостевом матче против НЕК. Всего сыграл в чемпионате 27 матчей. 23 мая ПЕК Зволле объявил, что активировал опцию выкупа Гравеса и подписал с ним постоянный контракт до лета 2028 года.